# Cmentarz żydowski w Mikstacie
Cmentarz żydowski w Mikstacie – kirkut został założony w XIX wieku około 1 km na zachód od miasta, przy drodze do Przygodziczek.
Podczas II wojny światowej kirkut został zdewastowany w wyniku robót melioracyjnych. Według relacji mieszkańców macewy zostały wykorzystane do budowy szosy z Mikstatu do Antonina, a po wyzwoleniu na nekropolii umieszczona była tylko jedna macewa. Obecnie teren dawnego kirkutu jest porośnięty krzakami. Zachowało się kilka fragmentów macew.